# Правденко Сергій Макарович
Сергі́й Мака́рович Правде́нко (29 квітня 1949, Ігрень — 24 червня 2017, Київ) — український журналіст, політичний діяч. Ректор Українського інституту підвищення кваліфікації працівників телебачення, радіомовлення і преси (2008—2017). Заслужений журналіст України (1995). Народний депутат України 1-го (1990—1994), 3-го (1998—2002) та 4-го скликань (2002—2006).

## Життєпис
Народився 29 квітня 1949 (місто Ігрень, нині житловий масив міста Дніпропетровська); українець; дружина Людмила Юхимівна (1947–2008) — інженер; син Вадим (1972), дочка Ганна (1976).
Закінчив Київський університет імені Тараса Шевченка (1967—1972), журналіст.
- 1965–1967 — слюсар-інструментальник Дніпропетровського заводу «Металопобут».
- 1967–1972 — студент факультету журналістики Київського університету імені Тараса Шевченка.
- 1972–1980 — кореспондент «Робітничої газети».
- 1980–1983 — редактор багатотиражної газети на борту турбоходу «Максим Горький», Чорноморське пароплавство.
- 1983–1987 — кореспондент газети «Радянська Україна».
- 1987–1990 — власний кореспондент «Экономической газеты» (місто Москва) в Україні.
- З жовтня 1991 — головний редактор, з 1998 — головний редактор з творчих питань, головний редактор газети ВР України «Голос України».

Був членом Президії Комітету з Державний премій України імені Шевченка; член комісії України у справах ЮНЕСКО; віцепрезидент Спілки орендарів та підприємців України. Був координатором ТКУ.
Лютий 1996 — червень 1997 — член політвиконкому і Політради Народно-демократичної партії. Член президії Політради Політичної партії «Слов'янський народно-патріотичний союз» (березень 2003–2005).

Могила Сергія Правденка, Байкове кладовище

Член НСЖУ (з 1975). Автор численних статей, репортажів, книжки для дітей «Королівський обід» (1992) тощо.
Володів англійською мовою. Захоплення: веслування, риболовля, лижі, ковзани, велосипед, робота на городі.
Помер на 69-му році життя 24 червня 2017 року. Похований разом з дружиною на Байковому кладовищі (ділянка № 49б, 50°25′3.22″ пн. ш. 30°30′2.61″ сх. д. / 50.4175611° пн. ш. 30.5007250° сх. д.).

## Парламентська діяльність
Народний депутат України 12(1)-го скликання з березня 1990 (2-й тур) до квітня 1994, Самарський виборчій округ № 82, Дніпропетровська область. Член Комісії з питань гласності та засобів масової інформації (червень 1990 — червень 1991 — голова), член Президії Верховної Ради України.
Народний депутат України 3-го скликання з березня 1998 до квітня 2002 від партії Всеукраїнське об'єднання «Громада», № 15 в списку. Член фракції «Громада» (травень 1998 — березень 1999), член фракції «Батьківщина» (з березня 1999). Член Комітету з питань свободи слова та інформації (з липня 1998). Член Тимчасової спеціальної комісії ВР України з питань дотримання органами державної влади і місцевого самоврядування та їх посадовими особами, Центральною виборчою комісією норм виборчого законодавства під час підготовки і проведення виборів Президента України (з травня 1999).
Народний депутат України 4-го скликання з травня 2002 до травень 2006 від Блоку Юлії Тимошенко, № 11 в списку. Член фракції Блоку Юлії Тимошенко (травень — жовтень 2002), позафракційний (жовтень 2002), член групи «Народовладдя» (жовтень 2002 — травень 2004), член групи «Демократичні ініціативи Народовладдя» (травень — вересень 2004), член фракції партії «Єдина Україна» (вересень 2004 — листопад 2005), член фракції Народної партії (з листопада 2005). Перший заступник голови Комітету з питань свободи слова та інформації (з червня 2002). У 2005 році повідомив про відмову від посади Голови Комітету з питань свободи слова та інформації.
Березень 2006 — кандидат в народні депутати України від Народного блоку Литвина, № 59 в списку.

## Нагороди
Заслужений журналіст України (1995). Почесна грамота Кабінету Міністрів України (травень 2004).